# Sieć rybacka

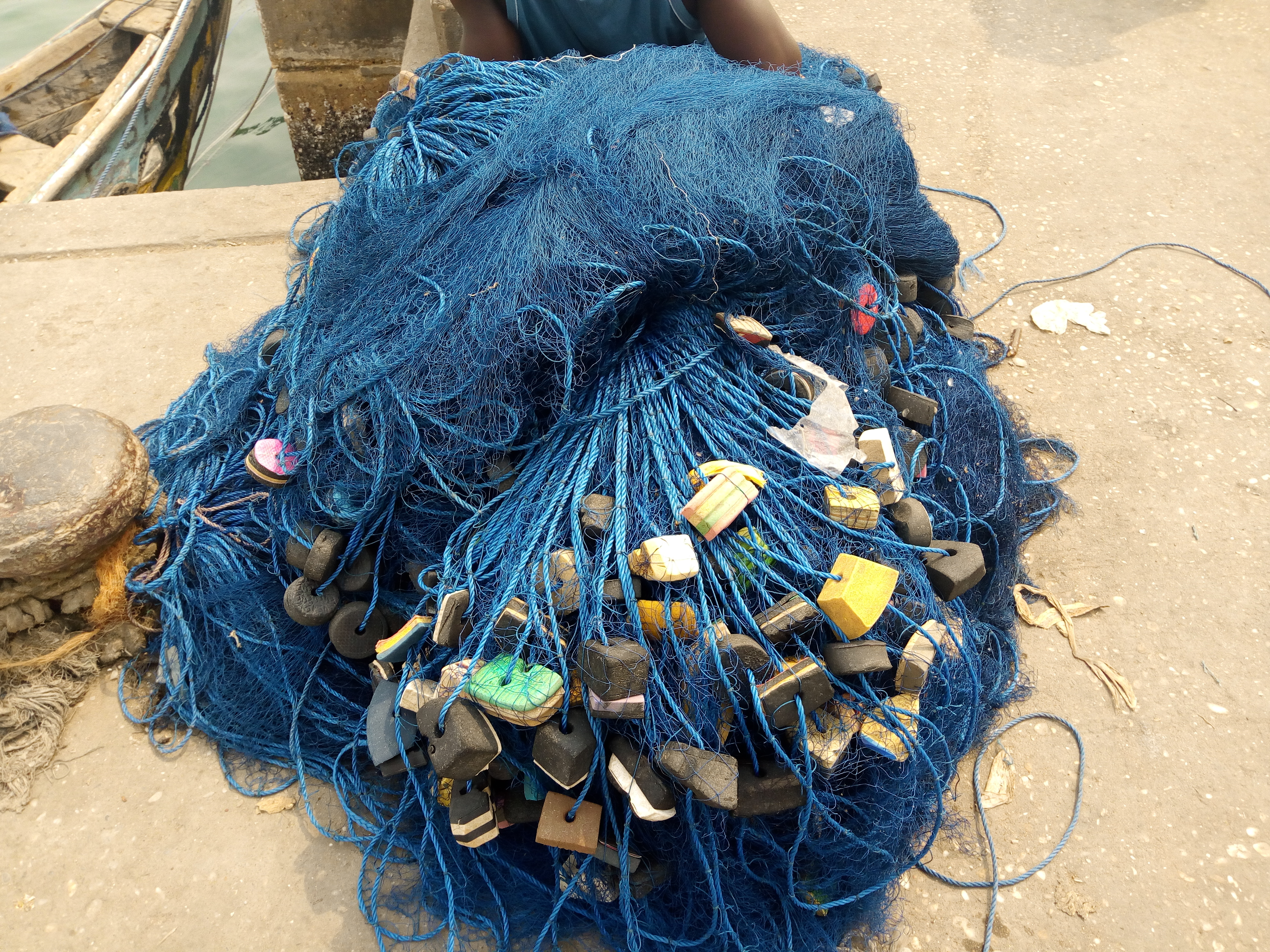
Sieć rybacka (Benin)

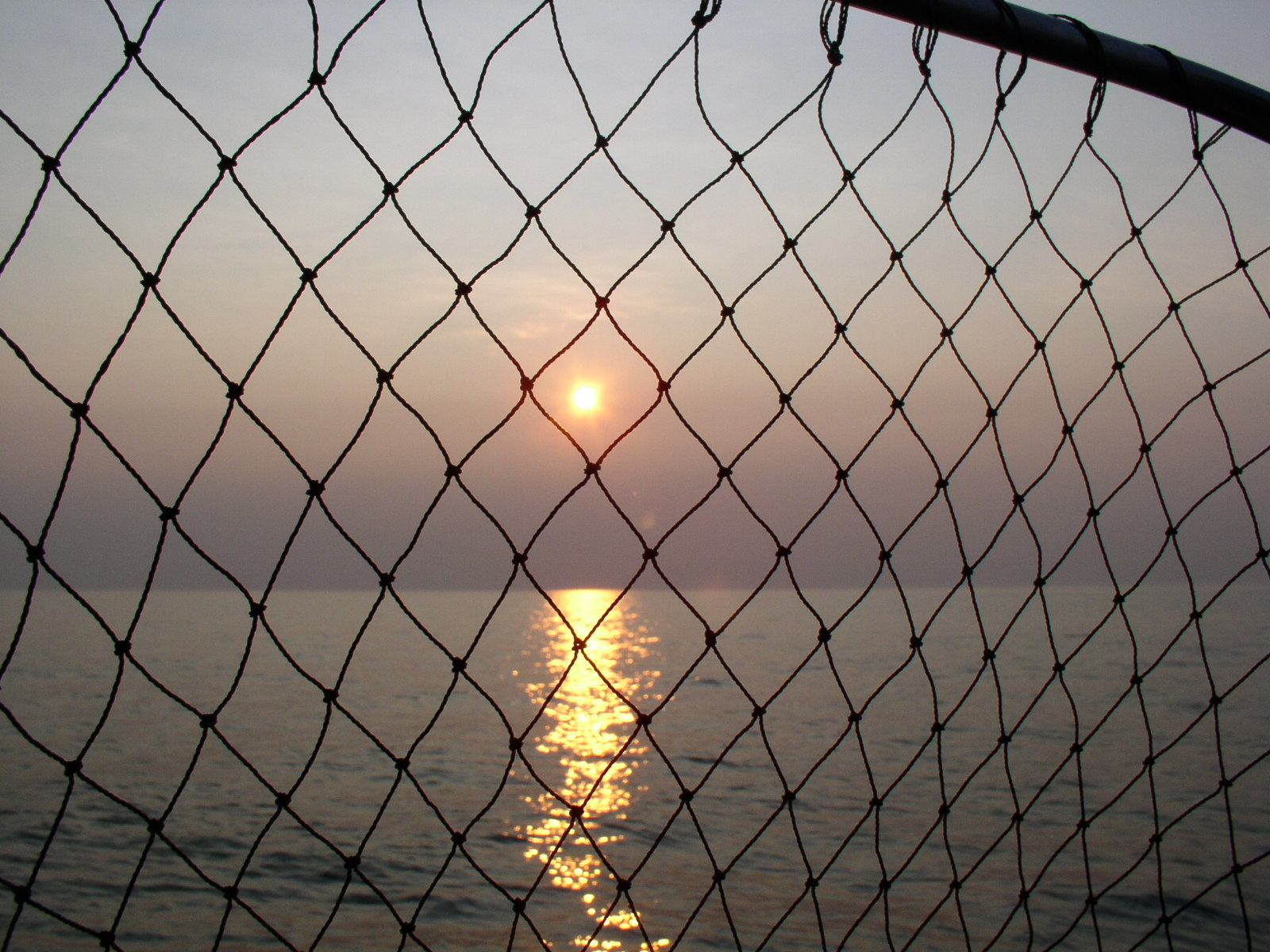
Sieć rybacka

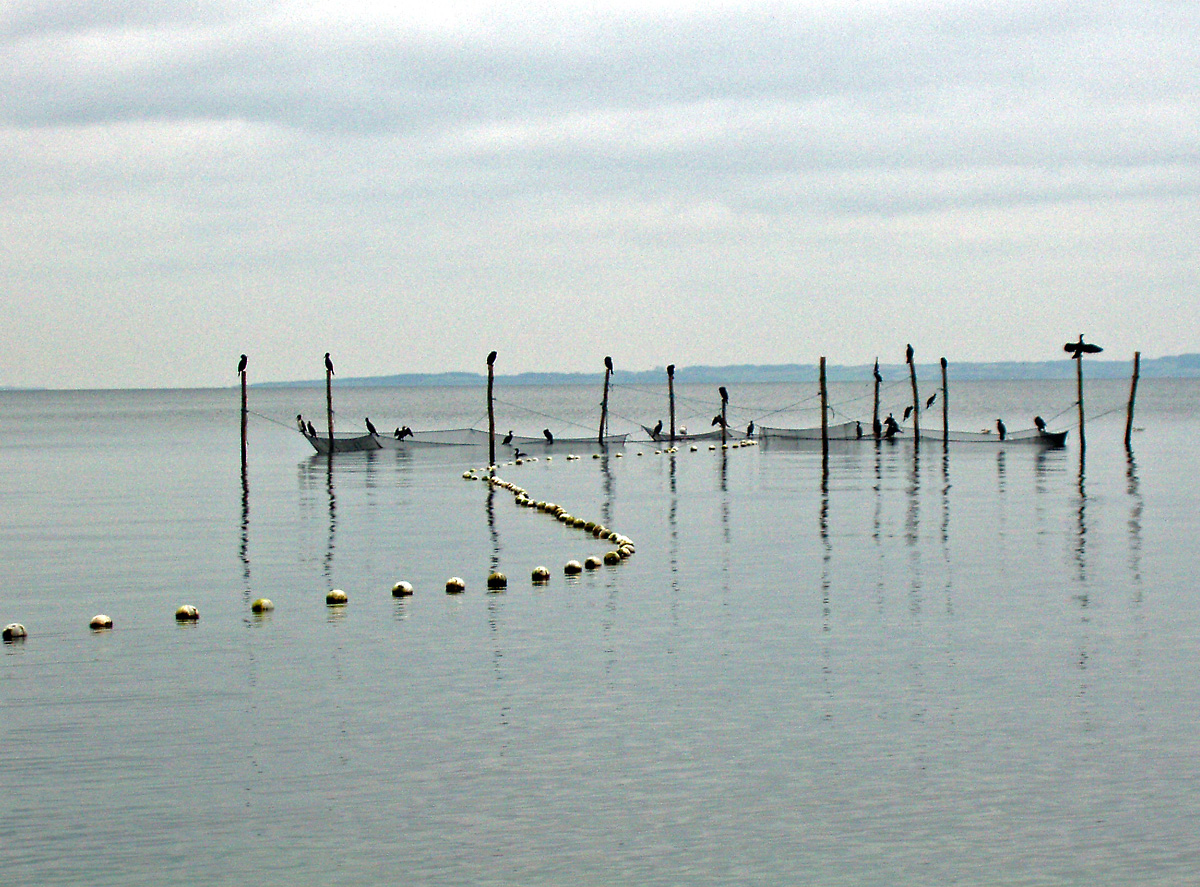
Zastawiona sieć

Sieć rybacka – narzędzie do połowu ryb (też innych organizmów morskich), wykonane z tkaniny sieciowej, produkowanej z nici rybackiej, o oczkach dostosowanych do wielkości i kształtu łowionych ryb. 
Biorąc pod uwagę różne kryteria, wyróżnia się sieci rybackie:
- ciągnione – wymagające podczas połowu aktywnego ruchu narzędzia (na przykład ceza, niewód, przywłoka, włok, draga);
- zastawne lub stawne – niewymagające podczas połowu aktywnego ruchu (na przykład manca, neta, wonton, niewód stawny);
- spławne – spławiane z prądem wody (na przykład dryga, pławnica, wonton);
- miotane (na przykład podrywka wędkarska, rzutka sieciowa);
- trójścienne;
- pułapkowe (na przykład mieroża, żak);
- skrzelowe (denne, dryfujące) – ustawione w wodzie pionowo, służą do połowu ryb przez wikłanie ich pokryw skrzelowych w siatce;
- oplątujące (na przykład drygawica).

W zależności od charakteru pracy sieci można zaliczyć do dwóch kategorii narzędzi połowowych:
- biernych – dryfujących lub na kotwicy; należą do nich sieci zastawne i pułapkowe: sieci skrzelowe, sieci oplątujące, sieci trójścienne, pławnice, zestawy pławnicowe, żaki i tym podobne; mogą one składać się „z jednej lub więcej oddzielnych sieci przywiązanych do górnych, dolnych i łączących lin oraz mogą być wyposażone w przyrządy kotwiczne, pływające i nawigacyjne”[1];
- czynnych – sprawniejszych od biernych; poprzez ich przemieszczenie zagarniane są ryby i inne organizmy wodne; należą do nich sieci:
  - ciągnione (na przykład włoki, tuki, niewody);
  - okrążające (na przykład okrężnice, niewody).

Ze względu na rodzaj zastosowanych tkanin sieciowych sieci rybackie można podzielić na:
- sieci cienkie;
- sieci średnie;
- sieci grube;
- sieci sznurkowe.

Statystyczna klasyfikacja narzędzi połowowych została opracowana przez FAO. Konstrukcja i sposób użycia sieci jest regulowane przez prawodawstwo krajowe i unijne.